# Wincenty Heinrich
Wincenty Heinrich ps. „Skiba” (ur. 21 stycznia 1922 w Warszawie, zm. 12 stycznia 2024) – konspirator Armii Krajowej, partyzant Gwardii i Armii Ludowej, oficer polskiego lotnictwa, członek PZPR, a następnie NSZZ „Solidarność”.

## Życiorys
Warszawiak, w 1940 wstąpił do Szarych Szeregów będąc jednocześnie pracownikiem budowlanym. Ukończył szkołę podchorążych Armii Krajowej. W 1943 przeszedł do Gwardii Ludowej. W 1944 został szefem kompanii Brygady Północnej Lubelszczyzny im. Jana Hołoda. Razem z nią walczył pod Rąblowem. W drugiej połowie maja został szefem sztabu Oddziału Specjalnego Armii Ludowej „Bolka”. Po wyzwoleniu walczył w szeregach odrodzonego Wojska Polskiego biorąc udział w szturmie na warszawską Pragę, po którym został komendantem komisariatu MO. Po krótkiej służbie w Milicji wrócił do wojska kończąc w 1947 Oficerską Szkołę Lotniczą WP. Pełnił m.in. funkcje szefa Wydz. Operacyjnego Sztabu Wojsk Lotniczych (1947–1952), szefa Zarządu Operacyjnego SWL (1956-1960), szefa sztabu Wojsk Lotniczych-Inspektoratu Wojsk Lotniczych (1960-1963). W latach 1963–1968 w dyspozycji ministra obrony narodowej. W 1960 ukończył moskiewską Akademię Sztabu Generalnego. Usunięty z wojska za krytykę działań państwa, w latach 1973-1981 lektor j. niemieckiego w Krajowej Spółdzielni Pracy Lingwista w Warszawie, 1982-1990 w Towarzystwie Wiedzy Powszechnej tamże. W 1981 dyrektor biura Zarządu Głównego Związku Literatów Polskich.
W latach 1976–1981 współpracownik KOR, słuchacz TKN. 13 grudnia 1981 wystąpił z PZPR. Od września 1980 w „Solidarności”, wiceprzewodniczący Komitetu Założycielskiego, następnie przewodniczący KZ w Lingwiście. 15 grudnia 1981 zatrzymany, po odmowie podpisania tzw. lojalki zwolniony. W 1982 współzałożyciel, do 1985 autor, redaktor, organizator pracy zespołu redakcyjnego podziemnego pisma wojskowego "Reduta". Od 13 kwietnia do 17 grudnia 1985 przetrzymywany bez wyroku w AŚ Warszawa-Mokotów.
W marcu 1981, w liście do Trybuny Robotniczej zaprotestował przeciwko kultowi płk Bolesława Kowalskiego ps. „Cień”. Ujawnił on także, że w maju 1944 partyzanci Armii Ludowej z Obwodu II Lubelskiego oraz lokalni działacze Polskiej Partii Robotniczej (także miejscowe elity) potępili zbrodnię w Owczarni żądając wyłączenia z AL oddziału „Cienia” a jego samego żeby postawić przed sądem partyzanckim. Ostatecznie nie doszło do tego a Kowalski-Kaźmirak zachował swoje stanowisko. 
W 1990 przeszedł na emeryturę. W latach 1996–1998 autor artykułów o tematyce wojskowej, m.in. w Tygodniku Solidarność i Gazecie Polskiej.

## Awanse
- podchorąży - między 1940 a 1943
- podporucznik - 1944
- porucznik - 1945[4]
- podpułkownik - 1951
- pułkownik - 1957

## Odznaczenia
- Krzyż Oficerski Orderu Odrodzenia Polski - 1957
- Złoty Krzyż Zasługi - 1956
- Krzyż Walecznych - 1944
- Krzyż Partyzancki - 1957
- Srebrny Krzyż Zasługi - 1945
- Srebrny Medal „Zasłużonym na Polu Chwały” - 1945
- Medal Zwycięstwa i Wolności 1945
- komplet Medalu „Siły Zbrojne w Służbie Ojczyzny”

i inne